# Наваратна

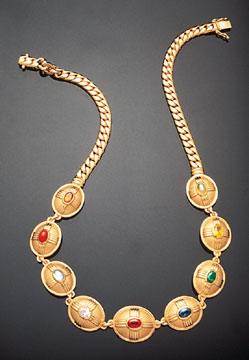
Ожерелье наваграха таиландской королевы Сирикит.

Навара́тна (букв. «девять сокровищ») — индийское украшение из драгоценных камней для 9 планет в индийской астрологии (наваграха). В набор наваратны входят такие драгоценные камни, как жемчуг (Луна), изумруд (Меркурий), рубин (Солнце), алмаз (Венера), красный коралл (Марс), синий сапфир (Сатурн), жёлтый сапфир (Юпитер), гессонит (Раху) и кошачий глаз (Кету).
Наваратной также называют ожерелье из этих девяти драгоценных камней. В индуизме считается, что наваратна обладает особыми магическими качествами и может оказывать положительное влияние на жизнь того, кто её носит. Авторы ЭСБЕ перечисляют следующие камни: жемчуг, рубин, топаз, бриллиант, изумруд, ляпис-лазурь, коралл, сапфир и гомед.
В индийской культуре термин «наваратна» также используется в переносном смысле. Например, им называют девять выдающихся личностей (9 мудрецов при дворе царя Викрамадитьи и др.). Выражение «один из наваратн» употребляется в качестве эпитета почитаемого лица. В частности, так называли великого индийского поэта и драматурга Калидасу.
Наваратна играет важную роль в ряде индуистских ритуалов. Во время закладывания дома, дворца или храма наваратна кладётся в его фундамент. Считается, что это придаёт строению прочность и долговечность, а его обитателям — счастье и процветание.